# 国際観光医療学会
一般社団法人　国際観光医療学会（こくさいかんこういりょうがっかい、英文名称：The International Association of Tourism Medicine　［略称：IATMとする］ ）は、国際的に観光と医療に携わる領域における諸々の問題点の発掘とその対策ならびにその学際的研究の発表・交流・協力を通して観光医療学の発展に寄与することを目的とする学術団体である。事務局を東京都文京区水道2-1-1に置く。

## 代表者
代表理事： 寺野 彰（学校法人獨協学園 理事長・獨協医科大学 名誉学長） 

## 会員
- 一般会員 270名（2016年5月31日現在）
- 賛助会員 29団体（2016年5月31日現在）

## 設立の経緯
- 2009年4月1日 発起人会開催
- 2010年5月7日 本学会を設立

## 活動記録
学術集会を年に1回開催（2010年から）。
栃木支部会学術集会を年に1回開催（2014年から。2016年は開催せず）。